# Cryptocephalus octomaculatus
Cryptocephalus octomaculatus es una especie de insecto coleóptero de la familia Chrysomelidae.
Fue descrita científicamente en 1790 por Rossi.